# Otmar Szafnauer
Otmar Szafnauer (Semlac, 13 agosto 1964) è un ingegnere e dirigente sportivo statunitense con cittadinanza rumena.

## Biografia
Nato a Semlac, un piccolo villaggio della Romania occidentale, da padre statunitense di origine tedesca e madre rumena. Suo padre, George Szafnauer, aveva preso in considerazione l'idea di tornare negli Stati Uniti, ma a causa della cosiddetta cortina di ferro degli anni '50, il governo rumeno dell'epoca non riconobbe la cittadinanza americana né permise alla famiglia di lasciare il paese. In seguito alla normalizzazione delle relazioni tra i due paesi all'inizio degli anni '70, la famiglia di Szafnauer si trasferì a Warren, nel 1972, quando Szafnauer aveva sette anni. Ha conseguito un Bachelor of Science in ingegneria elettrica presso la Wayne State University di Detroit, prima di completare un master in Economia e Finanza presso l'Università di Detroit. Nel 1982, mentre frequentava la Wayne State University, il diciottenne Szafnauer assisté al Gran Premio di Formula 1 di Detroit, che suscitò la sua passione per le corse.
Si è unito alla Ford Motor Company nel 1986 come Program Manager per Ford negli Stati Uniti. Mentre lavorava per Ford, ha frequentato la Jim Russell Racing Driver School e ha iniziato a correre in Formula Ford dal 1991 al 1993. Nello stesso anno è stato nominato responsabile del programma Ford Performance, la divisione sport motoristici, ed è stato responsabile delle attività di corsa in categorie relativamente minori all'interno dell'azienda, come la Formula Ford, corse GT e Formula 2000. A metà degli anni '90 venne coinvolto nel progetto di sviluppo della Ford Indigo, una concept car che prevedeva l'utilizzo della tecnologia IndyCar. Oltre ad essere dotata di un motore V12, questa concept car aveva anche una carrozzeria monoscocca in materiale composito di carbonio, che sarebbe stato troppo costoso da produrre in serie, quindi la commercializzazione fu rinviata. Durante la progettazione della Indigo, incontrò Adrian Reynard che lo portò alla British American Racing in Formula 1 nel 1998 come Direttore delle Operazioni. Dopo tre anni alla BAR, fu assunto da Bobby Rahal nel 2001 per essere Chief Operating Officer della Jaguar Racing, ma una settimana prima di iniziare, Rahal fu licenziato e Szafnauer non si unì mai alla squadra. Diversi mesi dopo viene ingaggiato dalla Honda, che era tornata in Formula 1, come Vice Presidente della Honda Racing Developments e come membro del consiglio di amministrazione del team nipponico. Oltre a servire come base logistica e di manutenzione per i motori nel Regno Unito per la partecipazione della Honda alla F1, l'Honda Racing Developments funge anche da collegamento tra Honda e i fornitori di motori e funge da collegamento tra Honda e FIA. Il compito principale di Szafnauer era quello di negoziare con la FIA. Dopo aver lasciato la Honda a fine 2008, ha fondato Soft Pauer, che ha rilasciato l'applicazione ufficiale della Formula Uno su iPhone nel giugno 2009.
Nell'ottobre 2009 Szafnauer si trasferisce in Force India e ricopre un ruolo fondamentale nel miglioramento delle prestazioni della squadra, finita settima nel campionato costruttori nel 2010 e sesta nel 2011, 2013 e 2014, prima di entrare nella top-5 nel 2015 e raggiungere il quarto posto nel 2016 e nel 2017. Gli sforzi di Szafnauer hanno avuto un ruolo determinante anche nel garantire al team un accordo a lungo termine per l'utilizzo del propulsore Mercedes dalla stagione 2014 in poi. Nel 2018 il team viene acquistato da Lawrence Stroll, cambiando il nome in Racing Point, ma lui rimane nel ruolo di team principal, ottenendo una vittoria con Sergio Pérez al Gran Premio di Sakhir 2020. Nel 2021, sempre con Szafnauer, la squadra, ribattezzata Aston Martin F1 Team, si è classificata settima nel campionato del mondo (77 punti) con un piazzamento a podio con Sebastian Vettel al Gran Premio d'Azerbaigian. All’inizio del 2022, dopo 12 anni, lascia il team.
Prima del inizio della stagione 2022 viene ufficializzato il suo passaggio alla Alpine nel ruolo di Team Principal. Durante il weekend del Gran Premio Del Belgio 2023, Alpine comunica la decisione di non proseguire la stagione con Szafnauer.Lo stesso Szafnauer ha rivelato nel 2024 in un'intervista al podcast High Performance che il suo licenziamento fosse dovuto a degli errori relativi alla gestione del contratto di Oscar Piastri, all'epoca terzo pilota dell'Alpine. Piastri aveva firmato nel 2021 un contratto che lo legava all'Alpine, ma l'accordo non era stato finalizzato correttamente per questioni burocratiche. Quando nell'estate 2022 Fernando Alonso ha annunciato il suo passaggio al team Aston Martin, Piastri venne annunciato come suo sostituto, ma il pilota australiano smentì subito dopo: grazie a una clausola nel suo contratto, era entrato in trattativa con la McLaren per sostituire Daniel Ricciardo a partire dalla stagione 2023, all'insaputa dell'Alpine. Szafnauer ha precisato come lui non facesse parte dell'Alpine quando il contratto di Piastri non venne formalizzato nel 2021, accusando i vertici del team di Enstone di aver fatto ricadere l'accaduto su di lui per indebolire la sua posizione. 

## Premi e riconoscimenti
Nel 2013, Szafnauer è stato inserito nella Hall of Fame USF2000 in riconoscimento dei suoi successi nel motorsport negli ultimi vent'anni.